# Театр Петрудзеллі
Театр Петрудзеллі (італ. Teatro Petruzzelli) — оперний театр, найбільший театр у місті Барі та четвертий за величиною театр в Італії. Театр є власністю сім'ї Мессені Неманья та є найбільшим приватним театром у Італії.

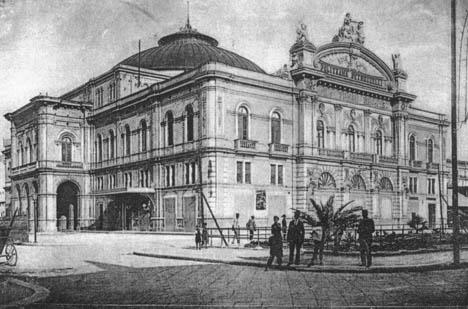
Стара світлина театру

## Історія
Народження театру пов'язане з крамаря́ми та кораблебудівниками з міста Трієста — Онофріо та Антоніо Петрудзеллі, які подарували містові Барі проєкт його будівлі, авторства їх шва́гера Анджело Барі Чіччомесере. 29 січня 1896 року був підписаний договір між сім'єю Петрудзеллі та міською адміністрацією, а в жовтні 1898 року почали будівництво.
Театр був побудований за значну суму 1 600 000 лір і обладнаний системою опалення та електрики, які були технічними новинками в той час. Внутрішнє оздоблення було завершене в 1899 році італійським художником Рафаеле Арменезе. Він також намалював завісу — «Вхід Орсеоло II до Барі після відбиття штурму сарацинів». Відкриття театру відбулося 14 лютого 1903 оперою Джакомо Мейєрбера — «Гугеноти».

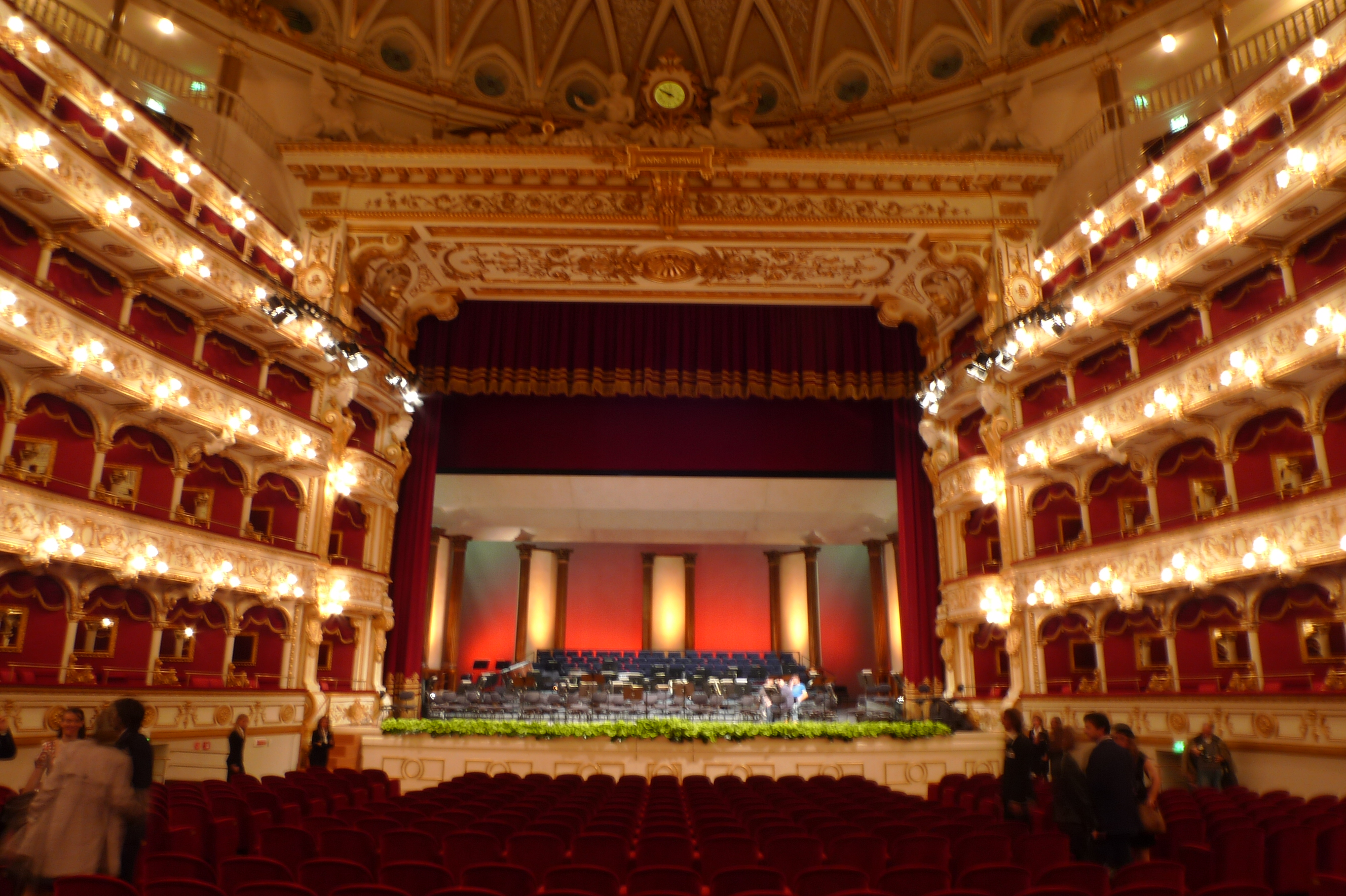
Зала відбудованого театру. 2008

У 1980-х роках дві головні «прем'єри» театру сприяли популярності міста у світі. 6 грудня 1986 року в театрі Петрудзеллі «дебютувала» опера Ніколо Піччіні «Іфігенія в Тавриді» під орудою Донато Ренцетті, яку ніколи не ставили після її дебюту в Парижі 1779 року. Другий дебют — неаполітанська версія опери Вінченцо Белліні «Пуритани», написану для Марії Малібран, що ніколи не виконувалася.
Окрім опер та балетів у театрі відбувалися великі концерти. На сцені театру виступали багато відомих міжнародних виконавців: Тіто Скіпа, Герберт фон Караян, Френк Сінатра, Рей Чарлз, Лайза Мінеллі, Жюльєта Греко.
Інтер'єр театру також використовували як місце знімання фільмів режисери Франко Дзефіреллі та Альберто Сорді, зокрема в його фільмі 1973 року «Зоряний пил».

## Українські музиканти в театрі Петрудзеллі
- У травні 2014 року на сцені театру українська оперна співачка, сопрано — Софія Соловій співала партію Недди в опері Руджеро Леонкавалло «Паяци» у постановці режисера Марко Беллокйо, диригенти Паоло Каріньяні[it] та Джузеппе ла Мальфа (Giuseppe La Malfa), у ролі Каніо виступав Народний артист Азербайджану, драматичний тенор — Юсиф Ейвазов.[3]